# アフリカニュース
アフリカニュース（英: africanews）は、サブサハラアフリカを主な放送エリアとするニュース専門放送局である。

## 概要
ユーロニュースを母体としている。プレゼンターの顔出し無しの定時ニュースや、「No Comment」の放送など、基本的な番組フォーマットはユーロニュースを踏襲するが、一部番組はプレゼンターの顔出し出演を行う。更に出演するプレゼンターが2人の場合は片方が英語・片方がフランス語を交互に話しニュースを伝える構成の時もある。
放送衛星を通じてサブサハラアフリカ諸国の33か国・約700万世帯に向けて配信されるが、公式Webサイトではライブストリーミングを提供しているため、それを利用する事で世界中で視聴可能。

## タイムテーブル
2016年4月現在の編成。各時間はUTC+2を基準とする。
|                    | 月曜～金曜          | 土曜・日曜                 |
| ------------------ | ------------------- | -------------------------- |
| 午前6時 – 午前11時 | Good Morning Africa | The International Week-end |
| 午前11時 - 午後6時 | Daily News          | The International Week-end |
| 午後6時 - 午後11時 | Prime edition       | The International Week-end |
| 午後11時 - 午前6時 | The night shift     | The International Week-end |